# Alan Blumlein

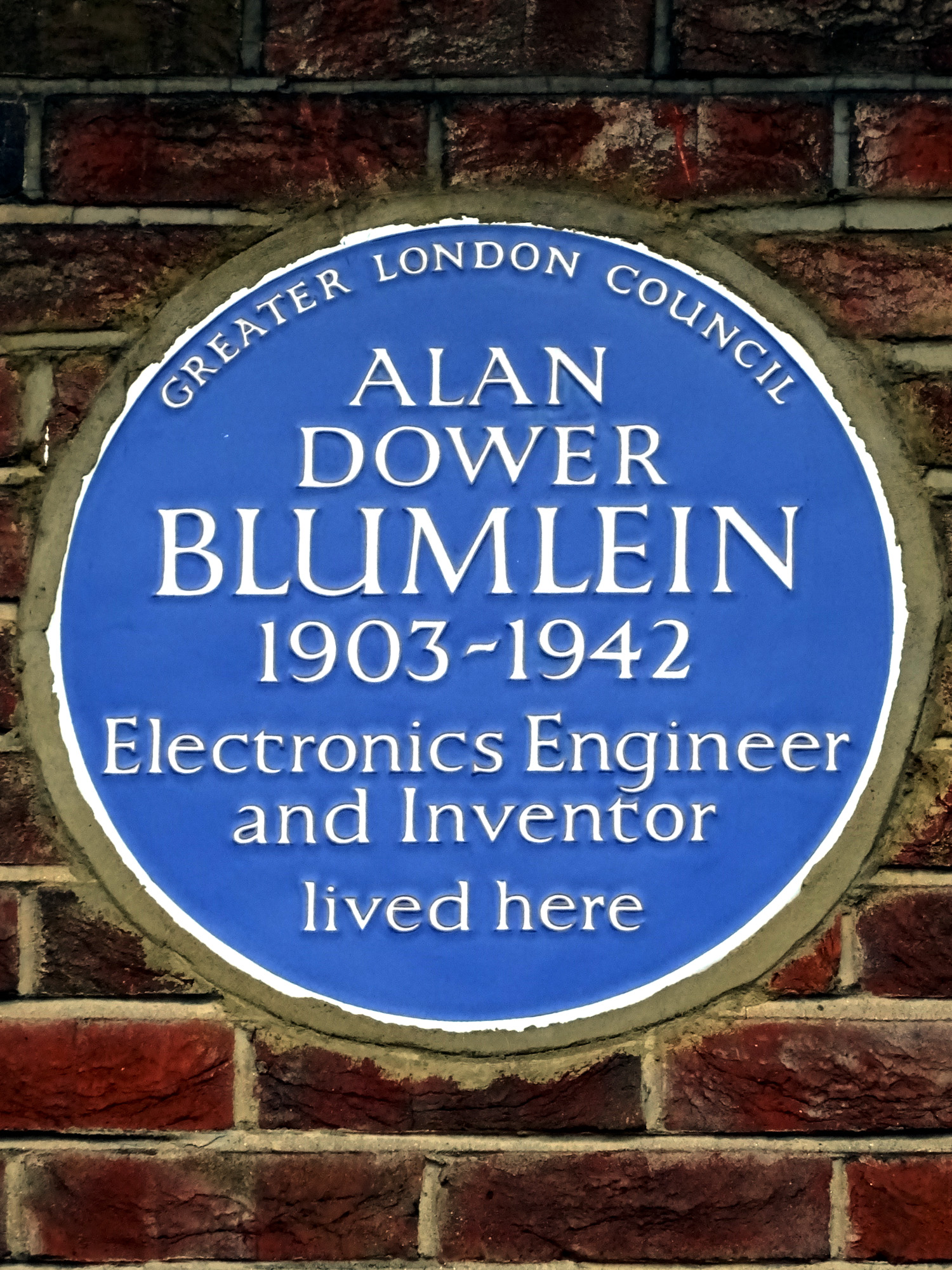
Gedenkplaat

Alan Dower Blumlein (Hampstead, 29 juni 1903 – Welsh Bicknor, 7 juni 1942) was een Engels elektronica-ingenieur en uitvinder. Naast zijn bijdragen op het gebied van telecommunicatie, geluidsregistratie, televisie en radar is hij vooral bekend als de bedenker van het stereogeluid (stereofonie).

## Biografie
Blumlein werd geboren in het Londense wijk Hampstead als zoon van Semmy Joseph Blümlein, een in Duitsland geboren genaturaliseerde Brit van Joodse afkomst, en Jessie Dower, een Schotse missionarisdochter. Zijn toekomstige carrière leek bepaald te worden toen hij op zevenjarige leeftijd aan zijn moeder een rekening overhandigde voor de reparatie van de deurbel, ondertekend met "Alan Blumlein, elektrotechnicus".
Nadat hij zich in 1912 ingeschreven had aan de Highgate School, studeerde hij aan de City and Guilds College, onderdeel van het Imperial College. Hij won een Governor’s Scholarship en kon gelijk als tweedejaarsstudent beginnen. Twee jaar later studeerde hij af met First-Class Honours B.Sc. in de elektrotechniek.
Hij overleed op 38-jarige leeftijd tijdens een geheime testvlucht van het H2S-vluchtradarsysteem. De Halifax-bommenwerper waarin hij vloog verongelukte nabij Welsh Bicknor in een crash die geen van de inzittenden overleefde. Hij liet zijn vrouw, Doreen Lane, en twee jonge zoontjes, Simon en David, achter.

## Carrière
Blumleins eerste baan was bij International Western Electric in 1924, een divisie van Bell Labs. (Later omgedoopt tot Standard Telephones & Cables, STC).

### Telecommunicatie
In 1924 publiceerde hij (samen met professor Edward Mallet) het eerste van zijn twee enige IEE-artikelen over de hoogfrequentie weerstandmeting. Voor zijn innovatie kreeg hij een IEE's Premium Award. Het jaar daarop schreef hij (samen met Normen Kipping) een reeks van zeven artikelen voor Wireless World.
In 1925 en 1926 ontwierp Blumlein samen met John Percy Johns een verbeterde versie van de smoorspoel die verliezen en overspraak in lange-afstandstelefoonlijnen reduceerde. Hetzelfde duo was ook verantwoordelijk voor de uitvinding van een verbeterde versie van een AC-meetbrug, die later bekend werd als de Blumleinbrug. Deze twee uitvindingen zouden de basis vormen van Blumleins eerste twee octrooien.
In 1929 diende Blumlein zijn ontslag in en stapte over naar de Columbia Graphophone Company, waar hij onder leiding van Isaac Shoenberg kwam te werken. Begin 1931 fuseerde het bedrijf met de Gramophone Company tot EMI. Een nieuw onderzoekscentrum werd opgezet in Hayes waar Blumlein naartoe werd overgeplaatst.
Gedurende de begin jaren 1930 ontwikkelden Blumlein en Herbert Holman een reeks trilspoelmicrofoons, die gebruikt werden door EMI in opnamestudio's en door de BBC in Alexandra Palace.

### Stereofonie
In dezelfde periode ontwikkelde Blumlein zijn ideeën rond wat hij zelf "binauraal geluid" noemde, tegenwoordig bekend als stereofonie. Hij kwam op het idee toen hij in 1931 met zijn vrouw in een bioscoop naar een van de eerste geluidsfilms keek. Hij werd afgeleid door het onwerkelijke effect van stemmen die uit één locatie kwamen, terwijl de acteurs over het filmdoek bewogen.
De oplossing van Blumlein was simpel - in plaats van een microfoon werden er twee microfoons gebruikt die op een vaste afstand uit elkaar stonden. Hierdoor werd de positie van de stemmen vastgelegd, afhankelijk van het geluidsvolume op een van de microfoons. Als de opname later werd afgespeeld via een twee-kanaalssysteem - met luidsprekers aan weerszijden van het filmdoek - kwamen de stemmen overeen met de positie van de acteurs op het scherm. In 1933 verwierf Blumlein een octrooi op dit basisprincipe van stereofonie.
Echter, hij was niet de enige die aan dit probleem werkte. Onafhankelijk van hem werkte in Amerika de natuurkundige Harvey Fletcher van Bell Telephone Laboratories aan hetzelfde probleem. In 1934 gaf Fletcher zijn eerste openbare demonstratie in New York.

### Televisie
Gedurende de jaren 1920 en 1930 werd Televisie ontwikkeld door vele individuen en bedrijven. Blumleins bijdragen, als lid van het EMI-team, begonnen rond 1933 toen zijn leidinggevende Isaac Shoenberg hem volledig inzette in het televisie-onderzoek.
Hij was grotendeels verantwoordelijk voor de ontwikkeling van de golfstructuur die gebruikt werd in het 405-lijns Marconi-EMI systeem. Dit systeem was oorspronkelijk ontwikkeld voor de Britse BBC televisiedienst in Alexandra Palace, 's werelds eerste "high definition"-televisie (240 beeldlijnen of meer), die later werd aangenomen als het CCIR System A.

### H2S-radar

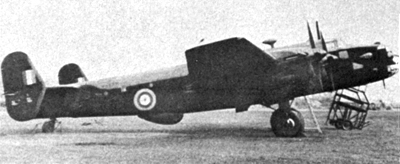
The Handley Page Halifax bommenwerper, V9977, die juni 1942 neerstortte waarbij Blumlein en andere belangrijke radartechnici in verongelukte. Sabotage werd vermoed maar is nooit bewezen.

Blumlein speelde zo een centrale rol in de ontwikkeling van het Britse H2S grond aftastend radarsysteem, dat toen hij in 1942 dodelijk verongelukte tijdens een proefvlucht vele geloofden dat het project zonder hem zou falen. Echter het project hield stand en was een bepalende factor in het eerder beëindigen van de Tweede Wereldoorlog. Blumleins rol in het project was zo geheim dat een korte mededeling over zijn overlijden pas twee jaar later werd vrijgegeven, dit in een poging om te voorkomen dat het soelaas zou bieden voor Hitler.